# Michajlov (Oblast' di Rjazan')
Michajlov in russo Михайлов?(anche traslitterata come Mikhaylov, Mihajlov, Mikhajlov) è una cittadina della Russia europea centrale nell'Oblast' di Rjazan', situata sul fiume Pronja 68 chilometri a sudovest di Rjazan'; è capoluogo del rajon omonimo.
Fondata nel 1551, ottenne lo status di città nel 1778 sotto il regno della zarina Caterina II.

## Società

### Evoluzione demografica
- 1897: 9.100
- 1926: 11.700
- 1959: 7.700
- 1970: 14.200
- 1989: 15.300
- 2002: 13.295
- 2006: 12.900